# Тахтаров Адільгірей
Адільгірей (Аділь-Гірей) Тахтаров (1886, селище Кумторкала Темір-Хан-Шуринського округу Дагестанської області, тепер Дагестан, Російська Федерація — 1962, тепер Російська Федерація) — радянський діяч, голова Президії Верховної Ради Дагестанської АРСР. Депутат Верховної Ради Російської РФСР 2-го скликання, заступник голови Президії Верховної Ради РРФСР. Депутат Верховної Ради СРСР 1—2-го скликань (1937—1950).

## Біографія
Ріс без батька, з дванадцятирічного віку працював на заводі Каспійської мануфактури в Дагестанській області. Був засланий в Тульську губернію, де з 1907 по 1912 рік працював робітником на Людиновському машинобудівному заводі.
У 1912—1925 роках — слюсар Калузького машинобудівного заводу.
Член РКП(б) з 1925 року.
З 1925 роках — директор заводу Каспійської мануфактури в Дагестанській АРСР, начальник цеху заводу № 182 «Дагдизель».
У 1929—1930 роках — заступник голови Дагестанської ради народного господарства.
У 1931—1935 роках — студент Ленінградської промислової академії.
Потім працював директором фабрики імені III-го Інтернаціоналу в Дагестанській АРСР.
У вересні 1937 — 26 липня 1938 року — в.о. голови Центрального виконавчого комітету Дагестанської АРСР.
У липні 1938 — 1950 року — голова Президії Верховної Ради Дагестанської АРСР.

## Нагороди
- орден Леніна (1943)
- орден Трудового Червоного Прапора (1944)
- ордени
- медалі